# Edouard Saouma
Edouard Victor Saouma (en árabe: إدوارد صوما‎; Beirut, 6 de noviembre de 1926-Beirut, 1 de diciembre de 2012) fue un político libanés que se desempeñó como ministro de Agricultura, Forestación y Pesca del Líbano, y después como director general de la Organización de las Naciones Unidas para la Alimentación y la Agricultura (FAO) durante tres períodos, de 1976 a 1993. Se casó con Inés Forero Ramos, de nacionalidad colombiana, con quien tuvo tres hijos: Samia, Víctor y Galia.

## Carrera
Después de estudiar, de 1949 a 1952, en la Escuela Nacional de Agricultura de Montpellier en Francia, fue inmediatamente nombrado como director del Centro de Agricultura Experimental del Valle de la Bekaa en el Líbano, de 1952 a 1962. Saouma luego ocuparía varios puestos dentro de la FAO, primero como representante regional adjunto de la FAO para Asia y Oriente Próximo, de 1962 a 1965, y luego como director de la división de desarrollo de tierras y aguas, de 1965 a 1975. En noviembre de 1975 se hizo con el puesto de director general de la FAO.

## Controversias
La gestión de Saouma fue criticada por su autoritarismo, la malversación de fondos de la FAO estimada en miles de millones de dólares, el tráfico de influencias o el desvío de fondos destinados a proyectos agrícolas para la compra de artículos de lujo.
En 1987 entrevistado por el diario estadounidense The Chicago Tribune, el entonces embajador de Colombia ante la FAO, Gonzalo Bula Hoyos declaró sobre Saouma:

«Siempre viaja con su chequera y puede comprar favores y votos, simplemente preguntando a los gobiernos: '¿Qué proyecto quieres?' Se le permite firmar cheques de hasta 400 000 dólares, sin pedirle permiso a nadie».

Con el liderazgo de Canadá, junto a Japón y los países nórdicos, en ese mismo año 1987 se realizó una reunión en la localidad inglesa de Camberley, a la que asistieron también otros países donantes preocupados por el manejo de los recursos de la FAO, como Alemania Occidental, Australia, Dinamarca, Finlandia, Noruega,  Países Bajos, Reino Unido, Suecia y Suiza.  La embajadora de Estados Unidos ante la FAO, la republicana Millicent Fenwick, no fue invitada a la cita de Camberley, pues no estaba clara su posición frente a Saouma, el cuestionado director general de la FAO. Finalmente este esfuerzo del llamado «Grupo de Camberley» no prosperó y Saouma siguió en su puesto por seis años más, pero cada vez más cuestionado.
El año en que fue reelecto por última vez, Saouma vivía en un lujoso apartamento en Roma, con servicio de ascensor privado, obligando a todos a llamarle: «Su Excelencia», afirmando sobre sí mismo, que era «más poderoso que una bomba atómica». En 1991 Estados Unidos comenzó a hacer públicas sus críticas a la mala gestión de Saouma, y en protesta retuvo el pago de sus aportes a la FAO.

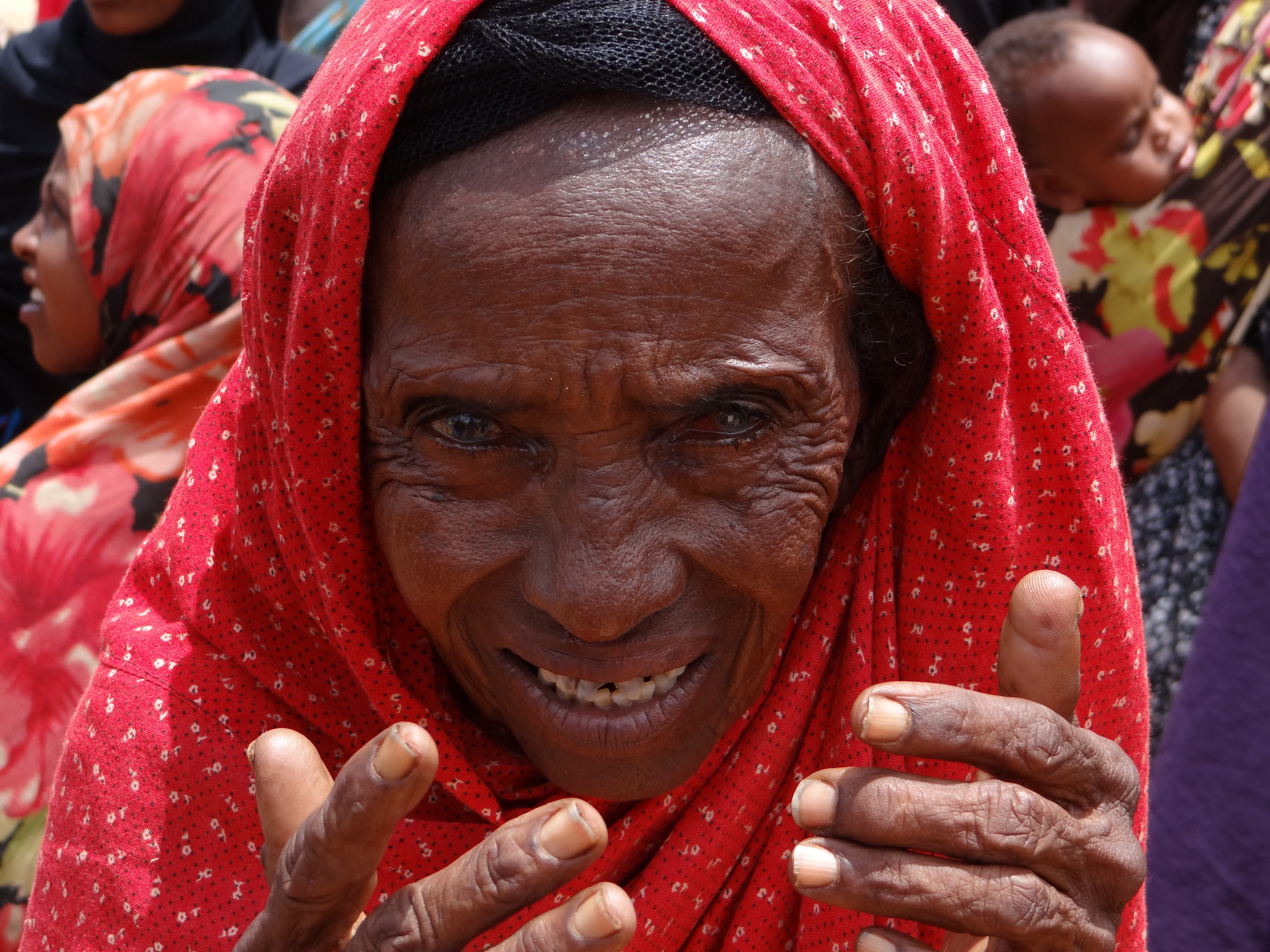
Hambruna en el Cuerno de África

### Saouma y la hambruna de Etiopía
Saouma también fue acusado de retrasar sin ningún motivo en 1984 la ayuda humanitaria a Etiopía, país que sufría en ese momento una grave hambruna. En realidad, Saouma había desatado una furiosa batalla personal con el entonces director del Programa Mundial de Alimentos, el australiano James Ingram, porque las autoridades etíopes se habían dirigido en busca de ayuda a Ingram y no a él. Saouma desautorizó a Ingram y bloqueó el envío inmediato de alimentos, demora que terminó causando la muerte por hambre de miles de etíopes más.
El comisionado etíope para la ayuda y la recuperación, Dawit Wolde Giorgis, describió su encuentro en 1984 con Saouma, así: 

«Fui [a la sede de la FAO en Roma] y traté de informar a [Saouma] sobre lo que estaba ocurriendo en Etiopía (...) Él interrumpió la conversación y me dijo que, como nuestro representante no era una persona agradable (...) le sería muy difícil para él cooperar (...) si Tessema Negash seguía como nuestro representante ante la FAO (...) Allí estaba yo, tratando de informar a un alto funcionario de la ONU sobre el desastre inminente y la cantidad de personas que morían todos los días, pero debí enfrentarme a sus problemas personales (...) esto fue repugnante».

A pesar de que la guerra personal de Saouma contra Ingram continuó, el presunto abuso de poder del director general de la FAO o las muertes que Saouma causó con su inacción en Etiopía jamás fueron investigadas por Naciones Unidas.